# Billy Lynn's Long Halftime Walk
Billy Lynn's Long Halftime Walk is een Amerikaans-Brits-Chinees oorlogsdrama uit 2016 dat geregisseerd werd door Ang Lee. De film werd gebaseerd op de gelijknamige roman van auteur Ben Fountain. De hoofdrollen worden vertolkt door Joe Alwyn, Kristen Stewart, Chris Tucker en Garrett Hedlund.

## Verhaal
Na een hels gevecht te hebben overleefd in de Irakoorlog keert de 19-jarige Billy Lynn in 2004 terug naar huis. Om de public relations van het Amerikaans leger te verbeteren, moet de soldaat samen met zijn collega's van Bravo Squad deelnemen aan een twee weken durende overwinningsronde door het land. Op Thanksgiving Day worden de soldaten tijdens de rust van een footballwedstrijd van de Dallas Cowboys geëerd met een spectaculaire show vol vuurwerk, muziek en cheerleaders.
Met behulp van flashbacks en tv-beelden wordt duidelijk welke heldhaftige daden Billy Lynn geleverd heeft in Irak. Zo is te zien hoe hij naar zijn gewonde sergeant snelt om hem te helpen en vijanden in een man-tegen-mangevecht afhoudt. De fysieke en psychologische gruwel van de oorlog contrasteren sterk met het kleurrijk spektakel van de huldiging in Dallas.
Hoewel de soldaten geëerd worden en Billy zelfs een korte, maar intense romance begint met een cheerleader, voelt hij zich niet comfortabel in Dallas. Billy, die gezien zijn oorlogsprestaties de held van het gezelschap zou moeten zijn, dwaalt met zijn gedachten voortdurend af naar de oorlog en zijn zus Kathryn, die binnen hun Texaanse familie een buitenbeentje is aangezien ze tegen de oorlog is. Ze hoopt dan ook dat Billy niet opnieuw naar Irak gaat.

## Rolverdeling
| Acteur           | Personage    |
| ---------------- | ------------ |
| Joe Alwyn        | Billy Lynn   |
| Kristen Stewart  | Kathryn Lynn |
| Garrett Hedlund  | Dime         |
| Vin Diesel       | Shroom       |
| Steve Martin     | Norm Oglesby |
| Chris Tucker     | Albert       |
| Makenzie Leigh   | Faison       |
| Deirdre Lovejoy  | Denise Lynn  |
| Tim Blake Nelson | Wayne Foster |
| Beau Knapp       | Crack        |

## Productie

### Ontwikkeling
In mei 2012 werd de oorlogsroman Billy Lynn's Long Halftime Walk van schrijver Ben Fountain uitgebracht. Twee jaar later werd aangekondigd dat regisseur Ang Lee het boek zou verfilmen.
Tussen februari en mei 2015 werd de cast voor de film samengesteld. Joe Alwyn studeerde nog aan de Central School of Speech and Drama in Londen toen hij zich kandidaat stelde voor de hoofdrol. Samen met de overige acteurs die in de film soldaten zouden spelen, volgde hij enkele weken een opleidingskamp van de Navy SEALs.

### Opnames
De opnames gingen in april 2015 van start en duurden 49 dagen. Er werd gefilmd in onder meer Locust Grove, Atlanta en Marokko.

### Technologie
Voor de opnames van Billy Lynn's Long Halftime Walk werd besloten om met een ongebruikelijk hoge beeldfrequentie (d.w.z. het aantal beelden per seconde) te werken. De meeste moderne films worden opgenomen met een snelheid van 24 bps (24 beelden per seconde). The Hobbit: An Unexpected Journey (2012) werd in 48 bps opgenomen, maar Lee wilde voor zijn oorlogsfilm naar 120 bps gaan om de kijker een realistische en meeslepende ervaring te bezorgen.
Billy Lynn's Long Halftime Walk werd in 3D en aan 120 bps opgenomen met een resolutie van 4K. Omdat niet alle bioscopen deze technologische ontwikkelingen aankunnen, werd de film ook uitgebracht in 120 bps en 2D, 60 bps en 3D en de standaard 24 bps. Om de film op het filmfestival van New York te kunnen tonen, was er een speciale installatie nodig. Er werden onder meer twee 4K-laserprojectors en een gloednieuw projectiescherm van 13 meter op 8 meter (Ultimate Screen) van RealD geïnstalleerd.

## Ontvangst
Billy Lynn's Long Halftime Walk ging op 14 oktober 2016 in première op het filmfestival van New York. De film was geen onverdeeld succes. Onder meer het gebruik van een hoge beeldsnelheid en resolutie in een dramafilm werd door sommige recensenten bekritiseerd. David Rooney van het filmtijdschrift The Hollywood Reporter schreef in zijn recensie dat hij even vaak in als uit de film getrokken werd door de technologische innovaties die Lee gebruikt had.